# Philippe Quinault
Philippe Quinault, né le 3 juin 1635 à Paris (et non à Felletin comme parfois indiqué) et mort à Paris également le 26 novembre 1688, est un poète, auteur dramatique et librettiste français.

## Biographie
Né à Paris, rue de Grenelle-Saint-Honoré où son père était établi maître boulanger, bourgeois de Paris, Philippe Quinault fut pris en affection par Tristan L'Hermite, qui lui donna la même éducation qu’à son propre fils.
On trouve un monument en hommage à Philippe Quinault à Felletin, dans le département de la Creuse, sur lequel il est indiqué qu'il est né dans cette ville, à tort. Cette légende serait due à un texte autobiographique, aujourd'hui perdu, L'Amour sans faiblesse, d'après lequel Boscheron le décrit natif de Felletin dans une version manuscrite. La découverte de l'acte de baptême à Paris a fait cesser cette légende.
Il n’avait que dix-huit ans lorsqu’on joua à l’hôtel de Bourgogne sa première comédie, les Rivales, en cinq actes (1653). Tristan la lut, comme de lui, aux acteurs, qui lui en offrirent cent écus. Quand ils connurent l’âge de l’auteur, ils retirèrent leur proposition, mais ils consentirent à accorder le neuvième de la recette, tous frais déduits. Ce fut l’origine de la « part d’auteur ». La pièce réussit, et Quinault donna l’année suivante deux comédies et une tragi-comédie.
Cependant, jugeant sage de ne pas se limiter au théâtre, Quinault étudia le droit, de telle sorte qu’il put se donner le titre d’avocat au Parlement, lors de son mariage, en 1660, avec une riche veuve. La dot de sa femme lui servit à acheter une charge d’auditeur à la Cour des comptes.
Le succès de la tragédie d’Agrippa ou le faux Tibérinus (1660), et surtout celui de la tragédie d’Astrate (1663), ainsi que de la comédie intitulée la Mère coquette (1665), établirent sa réputation. Le roi lui fit une pension de deux mille livres. L’Académie française l’admit en 1670. Il devint aussi membre de l’Académie des inscriptions en 1674.
C’est seulement en 1671 que Quinault débuta dans le genre qui devait l’illustrer, par les intermèdes de Psyché. À partir de cette époque jusqu’en 1686, il fut le collaborateur de Lully à la demande de qui il écrivit plusieurs livrets d'opéra créant avec celui-ci le genre spécifiquement français de la tragédie lyrique. Cette collaboration ne fut interrompue que pendant deux ans (1677-1678), Madame de Montespan humiliée d'avoir été comparée à la jalouse Junon dans l'opéra Isis, obtint du Roi la mise à l'écart temporaire du librettiste.  Quinault, arrivé au moment exact où l’opéra devenait à la mode hors d’Italie, n’a pas peu contribué à l’établir définitivement comme genre artistique européen. Lully lui payait quatre mille livres pour chaque pièce, disant que Quinault était « le seul qui pût l’accommoder, et qui sût aussi bien varier les mesures et les rimes dans la poésie, qu’il savait lui-même varier les tours et les cadences en musique. » Le poète sut sans doute plier ses vers aux caprices du musicien et les transformer suivant les besoins de la mélodie, ce à quoi La Fontaine faisait allusion, lorsque, s’étant décidé à écrire un opéra pour Lully, il dit de ce dernier : « Bref, il m’enquinauda. »
Après la mort de Lully en 1687, Quinault, pris de scrupules religieux, renonça au théâtre et se livra à la composition d’un poème intitulé l’Hérésie détruite, qu’il n’eut pas le temps d’achever, et qui commençait par ces vers :
Je n’ai que trop chanté les jeux et les amours ;
Sur un ton plus sublime il faut nous faire entendre :
Je vous dis adieu, muse tendre,
Et vous dis adieu pour toujours.
Contesté par Boileau, La Fontaine et Racine, seul Charles Perrault l’a soutenu. Quand Boileau lança ses traits contre Quinault, celui-ci n’avait fait encore aucun de ses opéras. C’est à l’auteur tragique que s’adresse le fameux vers de la deuxième satire :
La raison dit Virgile, et la rime Quinault.
En le répétant dans la satire du Repas ridicule, qui est de 1665, Boileau se moque d’Astrate qui se caractérise par la faiblesse des caractères et la langueur du dialogue. Cette tragédie qui n’est pas la meilleure de l’auteur eut pourtant un succès extraordinaire. Ses comédies furent aussi d’une grande faiblesse jusqu’à la Mère coquette, qui, sans s’élever beaucoup, offre des détails agréables, une touche naturelle, et s’est soutenue longtemps au théâtre. Du reste, Boileau, dans la préface de plusieurs éditions de ses œuvres (1683, 1694), est revenu sur ses attaques en disant : « J’étais fort jeune quand j’écrivis contre M. Quinault, et il n’avait fait aucun des ouvrages qui lui ont fait depuis une juste réputation. » En 1687, il écrit à Racine : « Dites bien à M. Quinault que je lui suis infiniment obligé de son souvenir. Vous pouvez l’assurer que je le compte présentement au rang de mes meilleurs amis et de ceux dont j’estime le plus le cœur et l’esprit. » Ce n’est donc plus à Quinault, mais à l’opéra, genre peu goûté de Boileau, que se rapportent, en 1693, les sévérités de la dixième satire contre
… ces lieux communs de morale lubrique.
Que Lully réchauffa des sons de sa musique.

De tous les poètes qui ont composé des opéras, sans en excepter Métastase, Quinault est peut-être celui qui fut le mieux doué pour ce genre et ses pièces restent les modèles d’un genre. 

« Quinault n’a sans doute, écrit La Harpe, ni cette audace heureuse des figures, ni cette éloquence de passion, ni cette harmonie savante et variée, ni cette connaissance profonde de tous les effets du rythme et de tous les secrets de la langue poétique : ce sont là les beautés du premier ordre, et non seulement elles ne lui étaient pas nécessaires, mais, s’il les avait eues, il n’eût point fait d’opéra, car il n’aurait rien laissé à faire au musicien ; mais il a souvent une élégance facile et un tour nombreux ; son expression, est aussi pure et aussi juste que sa pensée est claire et ingénieuse. Ses vers coulants, ses phrases arrondies, ont l’agrément qui naît d’une tournure aisée et d’un mélange continuel d’esprit et de sentiment. Il n’est pas du nombre des écrivains qui ont ajouté à la richesse et à l’énergie de notre langue ; il est un de ceux qui ont le mieux fait voir combien on pouvait la rendre souple et flexible. Si les vers de Quinault sont toujours harmonieux, il en a beaucoup de faibles et de prosaïques et que s’il trouve des situations dramatiques, il ne fait guère que les effleurer. »

Le premier de ses opéras fut les Fêtes de l’Amour et de Bacchus (1672). Cadmus (1674), la première pièce qu’on ait appelée « tragédie lyrique » est une comédie mythologique. Dans Alceste (1674) suivi de Thésée (1675), Atys (1676), celui des opéras de l’auteur que préférait Françoise de Maintenon, est celui où l’amour est le plus intéressant et le dénouement le plus tragique. Dans l’opéra d’Isis (1677), où la plupart des détails ont beaucoup d’agrément, les deux derniers actes languissent par l’uniformité d’une situation trop prolongée. Proserpine (1680) est un des poèmes de Quinault les mieux coupés. C’est aussi celui où il s’est le plus élevé dans sa versification. Voltaire en cite avec admiration les vers suivants :
Ces superbes géants, armés contre les dieux,
Ne nous donnent plus d’épouvante.
Ils sont ensevelis sous la masse pesante
Des monts qu’ils entassaient pour attaquer les cieux ;
Nous avons vu tomber leur chef audacieux
Sous une montagne brûlante.
Jupiter l’a contraint de vomir à nos yeux
Les restes enflammés de sa rage mourante.
Jupiter est victorieux,
Et tout cède à l’effort de sa main foudroyante.
Le Triomphe de l’Amour (1681), ballet fait pour la cour, est disposé de manière à adresser des compliments en vers aux princes et aux dames. Dans Persée (1682) on cite, comme le morceau le plus énergique, le monologue de Méduse :
J’ai perdu la beauté qui me rendit si vaine…
Phaéton (1683) est une des œuvres les moins intéressantes de l’auteur. Le plan et les détails d’Amadis (1684) sont ingénieux et attachants. Roland (1685), dont le sujet est puisé dans L’Arioste, tiendrait le premier rang parmi les œuvres de Quinault, s’il n’avait fait Armide (1686), dont il emprunta le sujet au Tasse. Ce dernier poème, par l’intérêt des situations, par la beauté des sentiments, par l’élégance continue du style, peut être regardé comme le chef-d’œuvre de l’opéra. Le Temple de la Paix (1686) n’a pas d’autre mérite que d’être un ballet assez bien disposé. On lui doit encore l’Amant indiscret ou le Maître étourdi, comédie (1654), qui a des rapports avec l’Étourdi de Molière ; la Comédie sans comédie (1654), qui contient une pastorale, une comédie, une tragédie et une tragi-comédie ; la Généreuse ingratitude, tragi-comédie (1654) ; la Mort de Cyrus, tragédie (1656) ; le Mariage de Cambyse, tragi-comédie (1656) ; Stratonice, tragi-comédie (1657) ; les Coups de l’Amour et de la Fortune, tragi-comédie (1657) ; Amalasonte, tragédie (1658) ; le Feint Alcibiade, tragi-comédie (1658) ; le Fantôme amoureux, comédie (1659) ; Bellérophon, tragédie (1665) ; Pausanias, tragédie (1666).
Philippe Quinault meurt en 1688, à 53 ans, en son domicile de l'Île-Saint-Louis. Lors de son mariage, il était domicilié rue de la Grande-Truanderie. Académicien (depuis 1670), il logeait rue Saint-Merri.
Les Œuvres de Quinault ont été réunies (Paris, 1739, 1778, 5 vol. in-12). On a publié ses Œuvres choisies (Paris, 1842, 2 vol. in-8).

## Œuvres

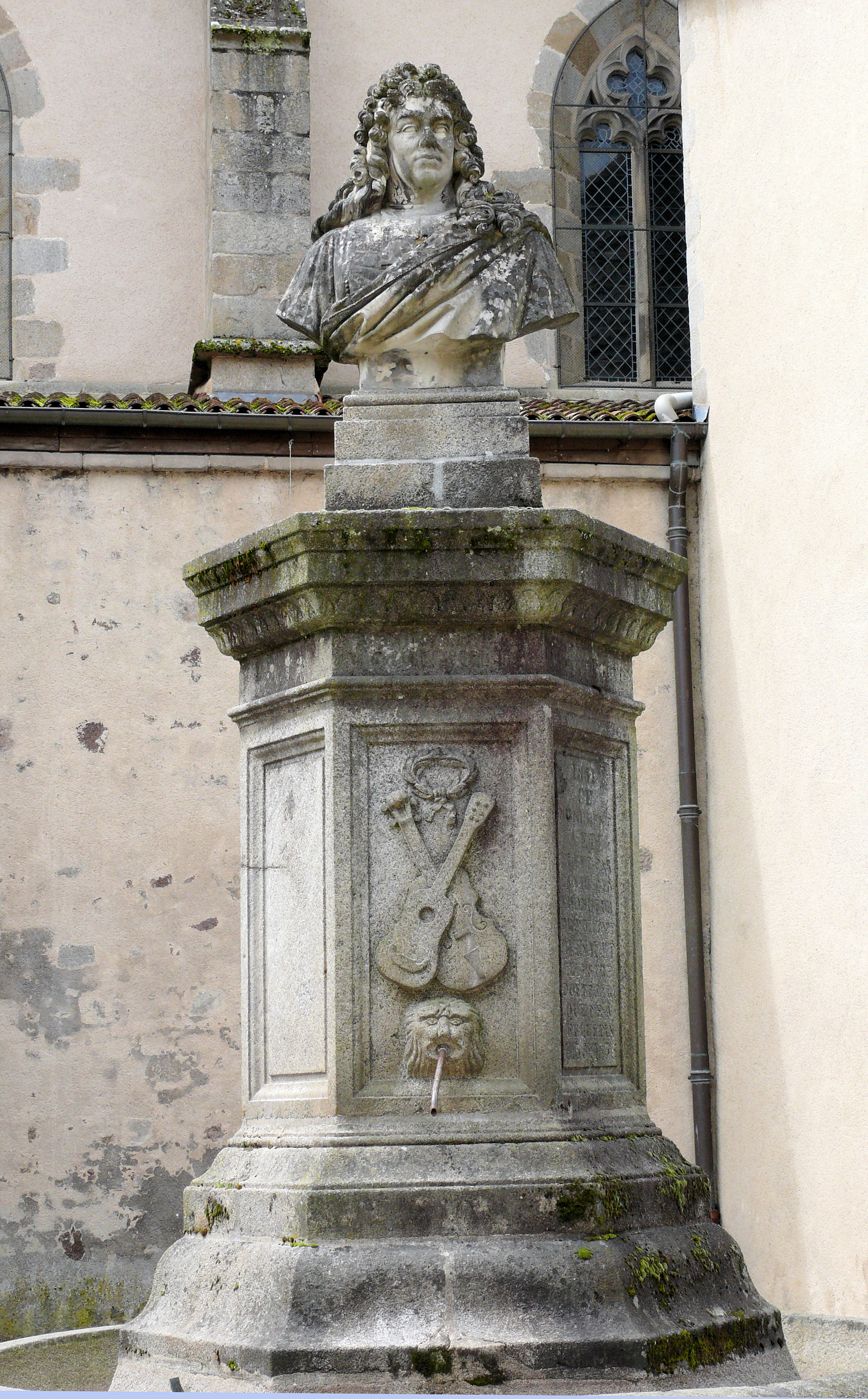
Monument à Philippe Quinault (1851), d'après Jules Salmson à Felletin.

### Comédies
- L’Amant indiscret ou le Maître étourdi, 1654
- La Comédie sans comédie, 1654
- La Mère Coquette ou les Amants brouillés, 1665
- Le Fantôme amoureux, 1659

### Tragi-comédies
- La Généreuse ingratitude, 1654
- Le Mariage de Cambyse, 1656
- Stratonice, 1657
- Les Coups de l’Amour et de la Fortune, 1657
- Amalasonte, 1658
- Le Feint Alcibiade, 1658
- Les Rivales 1653

### Tragédies
- La Mort de Cyrus, 1656
- Bellérophon, 1665
- Pausanias,
- Astrate roi de Tyr, 1664

### Livrets
- Ballet des ballets, en collaboration avec Molière
- Les Fêtes de l'Amour et de Bacchus, avec Molière et Périgny
- Cadmus et Hermione
- Alceste ou le Triomphe d'Alcide
- Thésée
- Atys
- Isis
- Psyché, avec Pierre Corneille et Molière
- Proserpine
- Le Triomphe de l'amour, avec Isaac de Benserade
- Persée
- Phaéton
- Amadis
- Roland
- Le Temple de la paix
- Armide

## Iconographie
- Anonyme, Portrait de Philippe Quinault, 1670, peinture[réf. nécessaire]
- Louis-Denis Caillouette, Philippe Quinault, 1838, buste en marbre, château de Versailles
- D'après Jules Salmson, Monument à Philippe Quinault, 1851, Felletin (Creuse)[12],[13].
- Jean-Baptiste Scotin, Philippe Quinault, portrait gravé ornant La vie de Quinault par Boscheron, en tête de : Philippe Quinault, Théâtre, Piere Ribou, Paris, 1715, Bibliothèque de l'Arsenal[14]

#### Éditions de référence
- Théâtre complet, Paris, Classiques Garnier 2016-2022:

1. La Mort de Cyrus, Astrate, Pausanias, Bellérophon, éd. C. Barbafieri  (2016)
2. Les Rivales, L’Amant Indiscret ou le Maître Étourdi, La Comédie sans Comédie, La Mère Coquette ou Les Amants Brouillés, éd. S. Cornic (2020)
3. La Généreuse Ingratitude, Les Coups de l’amour et du hasard, Le Fantôme amoureux, La Fille généreuse (pas de Quinault), éd. W. Brooks, C. Marchal-Weyl (2020)
4. Amalasonte, Le Feint Alcibiade, Le Mariage de Cambise, Stratonice, Agrippa, roi d'Albe, ou le faux Tibérinus, éd. W. Brooks, B. Norman (2022),

- Livrets d'opéra, éd, B. Norman, 3e édition revue et corrigée, Paris, Les éditions Hermann, 2016.

#### Sources et études
- Gustave Vapereau, Dictionnaire universel des littératures, Paris, Hachette, 1876, p. 1674.
- Philippes Quinault de l'Académie française, dans Charles Perrault, Les Hommes illustres qui ont paru en France pendant ce siècle, chez Antoine Dezallier, 1697, tome 1, p. 81-82 (lire en ligne)
- Buford Norman, Quinault, librettiste de Lully : le poète des grâces, Paris, Mardaga, collection Études du Centre de musique baroque de Versailles, 2009,  (ISBN 978-2-87009-995-7).
- Philippe Loiseleur des Longchamps Deville, La Celle-Saint-Cloud, cellule d'histoire, Pontoise, Graphédis, avril 1979, pp. 127-128.
- Catherine Cessac, Marc-Antoine Charpentier, Fayard, 2004, p. 61, 88, 104, 226, ,408, 413
- Amin Maalouf, « 4-Celui que les écrivains jalousaient », dans Un fauteuil sur la Seine. Quatre siècles d'histoire de France, Paris, Le Livre de Poche, 2016 (ISBN 978-2-253-07014-6), p. 49-63